# كأس إنترتوتو 1995
كأس إنترتوتو 1995 (بالإنجليزية: 1995 UEFA Intertoto Cup)‏ هو موسم من كأس إنترتوتو. أقيم خلال الفترة 24 يونيو 1995 وحتى 22 أغسطس 1995، وبمشاركة  60 فريقاً، وفاز فيه نادي ستراسبورغ، وجيروندان بوردو.